# Koronis
Koronis er en græsk mytologisk figur.
Koronis var datter af Phlegyas, Thessaloniens konge. Hun var gift med Apollon og havde med ham barnet til Æskulap (eller Asklepios). Allerede inden hun fødte Æskulap, var hun Apollon utro. En hvid krage informerede Apollon om hendes utroskab med den dødelige Ichys, og han blev først så vred at han forvandlede fuglens fjer til sorte, og derefter dræbte han Koronis (det siges også det var Artemis). Mens hun blev brændt på sit ligbål, nåede Apollon og redde sin søn ud af Koronis' brændende lig.

## Eksterne links
- Wikimedia Commons har flere filer relateret til Koronis